# ソーシャルワーカー
ソーシャルワーカー（英語：Social Worker）とは、社会の中で生活する上で実際に困っている人々や生活に不安を抱えている人々、社会的に疎外されている人々と関係を構築して様々な課題にともに取り組む援助を提供するソーシャルワークを専門性に持つ対人援助専門職の総称である。そのため、相談者本人だけではなく様々な課題の背景や周囲にある、家族、友人、その他の関連機関や環境にも働く

## イギリス
イギリスにおいてソーシャルワークを実施するためには、教育機関で職業資格（学士レベル）を取得後、
保健ケア資格委員会(HCPC)に登録された者である必要がある。

## アメリカ
アメリカでは弁護士と同等の職業として市民権を得ている。州ごとの免許制度となっていて、取得には主に修士以上のソーシャルワーク学位が必要となる他、様々な要件が規定されている。

## 日本
日本では、社会福祉事業において主に相談支援や関係機関との調整を担うための国家資格として、「社会福祉士及び介護福祉士法」に基づく社会福祉士（Certified Social Worker）と、「精神保健福祉士法」に基づく精神保健福祉士（Mental Health Social Worker）が存在する。
- 社会福祉士（社会福祉士及び介護福祉士法第二条）

「社会福祉士の名称を用いて、専門的知識及び技術をもつて、身体上若しくは精神上の障害があること又は環境上の理由により日常生活を営むのに支障がある者の福祉に関する相談に応じ、助言、指導、福祉サービスを提供する者又は医師その他の保健医療サービスを提供する者その他の関係者（第四十七条において「福祉サービス関係者等」という。）との連絡及び調整その他の援助を行うこと（第七条及び第四十七条の二において「相談援助」という。）を業とする者をいう。」
- 精神保健福祉士（精神保健福祉士法第二条）

「精神保健福祉士の名称を用いて、精神障害者の保健及び福祉に関する専門的知識及び技術をもって、精神科病院その他の医療施設において精神障害の医療を受け、又は精神障害者の社会復帰の促進を図ることを目的とする施設を利用している者の地域相談支援(障害者の日常生活及び社会生活を総合的に支援するための法律(平成十七年法律第百二十三号)第五条第十八項に規定する地域相談支援をいう。第四十一条第一項において同じ。)の利用に関する相談その他の社会復帰に関する相談に応じ、助言、指導、日常生活への適応のために必要な訓練その他の援助を行うこと(以下「相談援助」という。)を業とする者をいう。」
- ソーシャルワーカーの職能組織のうち、4団体（日本ソーシャルワーカー協会、日本社会福祉士会、日本精神保健福祉士協会、日本医療社会福祉協会）による社会福祉専門職団体協議会（現：日本ソーシャルワーカー連盟）は国際ソーシャルワーカー連盟（International Federation of Social Workers、通称：IFSW）に加盟しており、同連盟が採択した「ソーシャルワーク専門職のグローバル定義」[1]に基づいて倫理綱領を定めている。
- 「社会福祉士」・「精神保健福祉士」の名称はともに名称独占として法的に定められているが、「ソーシャルワーカー」の名称を独占するものでも、ソーシャルワーク専門性に基づく業務を独占する資格でもない。
- 自治体ごとに教育委員会が採用するスクールソーシャルワーカーは、主に学校からの依頼で対象となる生徒やその家庭に支援を行うが、必ずしも社会福祉士や精神保健福祉士が対応しているわけではない。
- 大阪府豊中市社会福祉協議会を中心に2004年より導入されたコミュニティ・ソーシャルワーカー（CSW)制度は、その後全国市区町村の社会福祉協議会に広がり、厚生労働省が進める地域包括ケアシステム[2]においてもその役割が注目されているが、必ずしも社会福祉士や精神保健福祉士が対応しているわけではない。
- 社会的養護施設（児童養護施設や乳児院など）に配置され、主に措置児童と家庭との関係調整を行う家庭支援専門相談員は「ファミリーソーシャルワーカー」と呼称される事がある[3]。必ずしも社会福祉士や精神保健福祉士が対応しているわけではない。
- 独占業務ではないため、病院等の医療機関で主に退院支援を行う医療ソーシャルワーカー（Medical Social Worker：MSW）や精神科病院やクリニックで働く精神科ソーシャルワーカー（Mental Health Social Worker：MHSW）が必ず社会福祉士や精神保健福祉士である、というわけではない。

## ソーシャルワーカーを題材とした作品
- サイレント・プア（NHKの「ドラマ10」枠で放送された深田恭子主演の日本のテレビドラマ。2014年）
- 健康で文化的な最低限度の生活（柏木ハルコによる日本の漫画。小学館『ビッグコミックスピリッツ』にて2014年18号から連載中。）
- プレシャス (映画)（サファイアによる小説『プッシュ』を映画化した作品である。2009年のアメリカ映画。）